# Plungė (kommun i Litauen)
Plungė är en kommun i Litauen.   Den ligger i länet Telšiai län, i den nordvästra delen av landet, 250 km nordväst om huvudstaden Vilnius. Antalet invånare är 36 524.